# Hombres de honor (serie de televisión)
Hombres de honor es una serie de televisión colombiana creada por Caracol Televisión, en alianza con el Ejército Nacional de Colombia, y presentada por Audiovisuales, entre el año 1995 y 2000.

## Personajes
- Capitán Francisco Rivera (Juan Carlos Gutiérrez): Es el comandante de la patrulla llega a reemplazar al Capitán Bermúdez. En el capítulo 8 "Hombre estricto" muestra a un comandante que no le gusta el descanso y le gusta el trabajo en equipo. Todo eso cambia hasta que conoce en un operativo en el departamento de Santander a Lorena Tabarez (Maricela González) una periodista a quien rescata, se enamoran un tiempo más tarde, sin embargo, Lorena muere en un accidente en el departamento del Amazonas cuando se disponía a visitar al Capitán Rivera. Continúa hasta el final de la serie cuando sale ileso del operativo que hizo con el Teniente Guerrero contra alias "El Buitre" en el Magdalena Medio al finalizar la temporada de 1998.
- Capitán Mauricio Bermúdez (Andrés Felipe Martínez): Es un oficial aguerrido de agilidad tanto físico como mental es el comandante de la patrulla. Más adelante sería reemplazado por el Capitán Rivera.
- Capitán Andrés Toro: Llega en el capítulo "Bienvenido mi capitán" reemplazando al Capitán Rivera quien se habría ido de luna de miel con su esposa. Fue asesinado cuando trataba de rescatar a dos personas en una finca pero muere al estallido de una bomba en el Eje Cafetero.
- Teniente Edgar Suárez (Javier Sáenz): Llega a la serie en el capítulo 4 perteneciendo primero a la patrulla del Capitán Bermúdez y más adelante con el Capitán Rivera. Es un teniente de carácter tanto físico como mental. En los capítulos "Lucha por la libertad: Parte 3", cae en la trampa de una pandilla en la localidad de Ciudad Bolívar donde es secuestrado y es obligado a asesinar a un concejal. Finalmente fue condenado por la Justicia Penal Militar y termina en la cárcel.
- Teniente Andrés Mauricio Guerrero (Mauricio Guerrero): Llega en la temporada 1997 en el capítulo "Cumpliendo con el deber". Más adelante reemplaza al Teniente Suárez; cuando él se vio involucrado en un homicidio es la mano derecha del Capitán Rivera. Es un hombre sencillo, valiente, guerrero y consciente. Sostiene una gran amistad con el Capitán Rivera y el Sargento Benítez.
- Sargento Segundo Eduardo Benítez (Óscar Borda): Es un excelente suboficial, experto en antiexplosivos, el segundo al mando de la patrulla que comanda el Capitán Rivera. Al comienzo de la serie fue herido por un explosivo en un operativo de rescate. Desaparece cuando los bandoleros atacaron una base militar en el Uraba y él, junto con el Teniente Guerrero, tendieron una trampa con explosivos a los bandoleros en el cae supuestamente muerto; pero en 1998 reaparece en el capítulo "Ataque frustrado" parte 1 y 2 como un indigente al cual los bandoleros iban a matar. Más tarde sería reemplazado por el Sargento Mosquera.
- Sargento Segundo Roberto Rubiano (Jorge López): Es el más listo del grupo del Capitán Rivera.
- Sargento Segundo Guillermo Vidal: Es el jefe de reclutamiento de los soldados. Muere en una misión en la Guajira por deshidratación.
- Sargento Viceprimero Miguel Ángel Páez (Horacio Tavera): Experto en artes marciales y en combate. Muere secuestrado por la guerrilla en el capítulo "Ataque frustrado" 1 y 2.
- Cabo Segundo Armando Gutiérrez (Henry Dulce): Es el que informa la situación y el enfermero en combate de los soldados heridos.
- Soldado Ernesto Zapata: Es alegre y a veces indisciplinado.
- Soldado Ricardo González: Aguerrido y valiente.
- Soldado Felipe Sotomayor (Frank Del Campo): Era un hombre que no tenía futuro. Entró al ejército por la libreta militar y terminó prestando servicio militar. De ahí nació su amor por el ejército; es chistoso pero guerrero. En un episodio fue secuestrado y al escapar de los bandoleros en el Puente de Santa Fe de Antioquia se lanza del puente con una granada donde cayó y murió por la explosión.
- Soldado Jota Roldán: Un soldado que entró a la serie con problemas y dificultades. Se hizo amigo de Sotomayor y en el capítulo de "Adiós a un soldado" es secuestrado por la guerrilla y donde fue herido de muerte. Horas más tarde muere en el Hospital Militar debido a una complicación.
- Soldado Nicolás Santamaría: Aparece en el capítulo "Infierno hermoso" donde interpreta a un soldado que perdió a sus padres de niño cuando fueron asesinados por narcotraficantes en el Guaviare. Le gusta el canto y toca guitarra. A la hora del combate es un experto en la ametralladora.
- Soldado Andrés Villarreal (Pedro Bustamante): Llega en el capítulo "Ataque frustrado" lo apodan "El soldado viva". De caracter fuerte en los combates, chistoso pero guerrero. Fue reemplazado por el soldado Montenegro (Jimmy Vázquez) a mitad de la serie pero regresa en 1999 cuando la serie estaba en el Magdalena Medio.
- Soldado Óscar Montenegro: Llega en el capítulo "Boyacá orgullo de América" en reemplazo del Soldado Villarreal. Es un soldado eficiente.

## Elenco
- Coronel Carbonell - Samuel Fonseca
- Mayor Castillo - Alberto Castillo
- Capitán Rivera - Juan Carlos Gutiérrez
- Capitán Bermúdez - Andrés Felipe Martínez
- Capitán Villamizar - Jesús Velázquez
- Capitán Toro/teniente toro - Andy Martínez
- Teniente Barrero - Andrea Vázquez
- Teniente Salamanca - Juan Carlos Trujillo
- Teniente Guerrero - Mauricio Guerrero
- Teniente Carrasco - Marcela Posada
- Teniente Morales - Carolina Patiño
- Teniente Suárez - Javier Sáenz
- Teniente Cuervo - Héctor Cruz
- Dragoneante Téllez - Daniel Ochoa
- Sargento Vidal - Carlos Álvarez
- Sargento Benítez - Óscar Borda
- Sargento Rubiano - Jorge López
- Sargento Páez - Horacio Tavera
- Sargento García - Hernán Alzate
- Sargento Mosquera- Florencio Torres
- Sargento Gallego- Jarol Fonseca
- Cabo Gutiérrez - Henry Dulce
- Cabo Agredo- César Corredor
- Cabo Miranda - Alberto Silgado
- Soldado Zapata - Carlos Vergara
- Soldado Sotomayor - Frank Del Campo
- Soldado González - Andrés Juan
- Soldado Villarreal - Pedro Bustamante
- Soldado Santamaría - Carlos Castillo
- Soldado Roldán - Pedro Rendón
- Soldado Montenegro - Jimmy Vásquez
- Soldado Ospina - Andrés Rebolledo
- Soldado Valencia - Yesid Cortés
- Soldado Abella - Jorge Alberto Mora
- Soldado Torres - Ricardo González
- Soldado Salazar - Cristián Solano
- Soldado Castrillón - Germán Penagos
- Soldado Turriago - Jair Rodríguez
- Hijo del Sargento Páez - Sergio Borrero
- Hijo del Sargento Benitez - Sergio Andres Borda
- Hijo del Sargento Rubiano - Rafael Londoño
- Hijo del Capitán Rivera  - Pablo Bastidas/Juan Sebastián Calero